# Clanis brooksi
Clanis brooksi är en fjärilsart som beskrevs av Rothschild 1920. Clanis brooksi ingår i släktet Clanis och familjen svärmare. Inga underarter finns listade i Catalogue of Life.